# 王柳羿
王柳羿（1999年7月16日—，游戏ID：Baolan），中国《英雄联盟》电子竞技运动员，现IG电子竞技俱乐部辅助选手，英雄联盟2018赛季全球总决赛冠军成员。